# Fröken Julie (film, 1999)
Fröken Julie (engelska: Miss Julie) är en amerikansk-brittisk dramafilm från 1999 i regi av Mike Figgis. Filmen är baserad på pjäsen med samma namn av August Strindberg. I huvudrollerna som fröken Julie och Jean ses Saffron Burrows och Peter Mullan.

## Handling
1894, midsommarafton, någonstans i Sverige. Fröken Julie dras till betjänten Jean. Han är förlovad med tjänstekvinnan Christine, men medan hon sover möts Jean och fröken Julie i köket. När morgonen gryr, efter en intensiv natt, finns flera beslut att fatta, som alla kommer att få stora konsekvenser. 

## Rollista
- Saffron Burrows – fröken Julie
- Peter Mullan – Jean
- Maria Doyle Kennedy – Christine
- Tam Dean Burn – tjänare
- Heathcote Williams – tjänare
- Joanna Page – tjänare